# Coraly Hinsch
Marguerite Coraly Hinsch, née le 8 août 1801 à Sète et morte le 14 juillet 1890 à Nîmes, est une prédicatrice laïque française et fondatrice d’œuvres sociales. Elle fonde sa propre communauté protestante et le premier établissement de bains de mer à Sète. 

## Biographie
Coraly Hinsch est la fille de Jean-Frédéric Hinsch, négociant allemand de vins et eaux de vie installé à Sète, originaire de Stettin, ville alors allemande, et d'Élisabeth Arbus, protestante nîmoise. Elle fréquente l'église réformée de Sète. Elle fonde une école du dimanche pour des adultes qu'elle alphabétise. Elle ouvre ensuite deux écoles protestantes, l'une pour les garçons, l'autre pour les filles, réunissant l'argent nécessaire au moyen d'une souscription. Elle est en relation avec Abraham Lissignol, pasteur suisse en fonction à Montpellier de 1809 à sa mort en 1851, qui lui donne des livres et l'encourage à diffuser des traités religieux. Elle fait la connaissance du missionnaire méthodiste Charles Cook lors du séjour de celui-ci à Sète, puis adhère en 1836 à la société wesleyenne. Elle est prédicatrice à Jersey  durant six mois, en 1842. En 1846, elle fonde sa propre communauté, qu'elle nomme « Église évangélique », estimant que Dieu lui a confié cette mission apostolique.
Elle se marie en 1850 avec Jean Étienne Armengaud, négociant en vins de Sète. Sa sœur aînée, Élisabeth Hinsch, épouse le 22 février 1806 Johann Dietrich Krüger (qui francise son prénom en Jean-Thierry), fils d'un pharmacien saxon de Lunebourg et lui-même consul de Hanovre à Sète. L'un de leurs fils, Édouard Krüger, dirige la communauté hinschiste de Nîmes, tandis qu'un autre fils, Ernest Krüger dirige la communauté hinschiste de Sète, qui se réunit au domicile familial du quai des Moulins.
Coraly Hinsch pratique le prosélytisme, tant auprès des protestants que des catholiques, dans sa communauté et au sein des établissements qu'elle fonde, ce qui inquiète non seulement les autres Églises protestantes, mais également les pouvoirs publics. Mais les succès de son évangélisation restent modérés : au plus fort de son développement, en 1880, seules 400 personnes environ appartiennent à la communauté, les centres principaux sont à Sète, Nîmes et au Vigan, tandis qu'un essai d'implantation à Paris, par un neveu Krüger, est un échec.
Elle meurt en 1890, son mari en 1892. La communauté décline irréversiblement, la chapelle est installée rue Honoré Euzet en 1920, ainsi que l'établissement des bains de mer, à proximité de la plage. En 1939, ce sont 20 000 pensionnaires qui sont passés par l'établissement, bénéficiant de tarifs modérés ou même de la gratuité, les ressources nécessaires venant de tournées de collectes. La chapelle sétoise revient à une communauté pentecôtiste, celle du Vigan est reprise par l'Église réformée évangélique indépendante.

## Conceptions dogmatiques et éthiques
Coraly Hinsch développe une théologie propre, « sensiblement éloignée du protestantisme traditionnel ». Selon elle, le Saint-Esprit se personnifie dans l'Église, qui devient ainsi la troisième personne de la Trinité. Les âmes ont préexisté dans un autre monde et la vie actuelle est « une nouvelle et dernière épreuve qu'elles doivent traverser ». Elle conteste l'humanité de Jésus, qui ne concerne, selon elle, que son corps. Enfin, chacun peut, sous l'inspiration du Saint-Esprit, prêcher et interpréter la Bible.
La communauté hinschiste prône des conceptions pacifistes, estimant qu'il y a incompatibilité entre le service militaire et l'amour fraternel. L'un des neveux de Coraly Hinsch, Olaüs Kellermann, publie des brochures où il soutient les thèses pacifistes du mouvement, notamment La Guerre et la paix et expose ses conceptions lors de conférences, textes édités par la maison d'édition du mouvement hinschiste, La Propagande pacifiste. L'Église hinschiste valorise également la vie fraternelle et la communauté des biens, présentées comme un idéal qui n'est pas forcément réalisé.

## Œuvres hinschistes
Coraly Hinsch fonde plusieurs œuvres de bienfaisance.
A Sète, elle ouvre un établissement de bains de mer destiné aux personnes défavorisées. C'est le premier établissement du genre sur la côte méditerranéenne française. 
Son neveu, Édouard Krüger, ouvre en 1857 à Nîmes une maison destinées aux jeunes filles abandonnées ou orphelines et un pensionnat de jeunes filles, les Asiles évangéliques La Famille, devenue une structure regroupant un IME et un Sessad.
En 1920, les hinschistes fondent la maison de repos des Châtaigniers au Vigan

## Publications
- Recueil de lettres pastorales de Mme Armengaud née Hinsch, précédé d'une notice biographique, Nîmes, Impr. A. Baldy, 1862.